# Ponte Blagoveshchensky
A Ponte Blagoveshchensky (em russo:Благовещенский мост, literalmente Ponte da Anunciação, de 1855 a 1918 Ponte Nikolaevsky, Николаевский мост, de 1918 a 2007 chamada Ponte Lieutenant Schmidt, Мост Лейтенанта Шмидта) foi a primeira ponte permanente construída sobre o rio Neva em São Petersburgo, na Rússia. Ela conecta a Ilha de Vassiliev e a parte central da cidade. O comprimento da ponte é de 331 metros e a largura é de 37 metros. O nome original da ponte era Ponte Nevsky. Foi mais tarde renomeada para Blagoveshchensky Bridge. Após a morte do czar Nicolau I da Rússia, foi nomeada Ponte Nikolaevsky em sua honra, e em 1918 foi renomeada em homenagem a Lieutenant Schmidt.